# Agustín Rodríguez Sahagún
Agustín Rodríguez Sahagún (Ávila, 27 de abril de 1932-París, 13 de octubre de 1991) fue un político y empresario español. Miembro de la Unión de Centro Democrático y posteriormente de Centro Democrático y Social, ocupó importantes cargos en el gobierno de Adolfo Suárez como ministro de Industria (1978 a 1979) y después en el Ministerio de Defensa (1979 a 1981). Fue además alcalde de Madrid entre 1989 y 1991 gracias a una moción de censura.

## Biografía
Agustín Rodríguez Sahagún nació en Ávila el 27 de abril de 1932. Su padre era un destacado abogado, dirigente de Izquierda Republicana y amigo de Claudio Sánchez-Albornoz. Al estallar la guerra civil, su familia tuvo que huir a Bilbao cuando él tenía 7 años. Tras cursar estudios básicos en los escolapios, se licenció en Ciencias Económicas por la Universidad de Deusto siendo el número uno de su promoción. En 1954 se licenció en Derecho por la Universidad de Valladolid, después logró beca para el Instituto de Estudios Económicos de Turín (Italia), y completó su formación con una estancia en Sheffield (Reino Unido) para obtener una especialidad en organización y dirección de empresas.

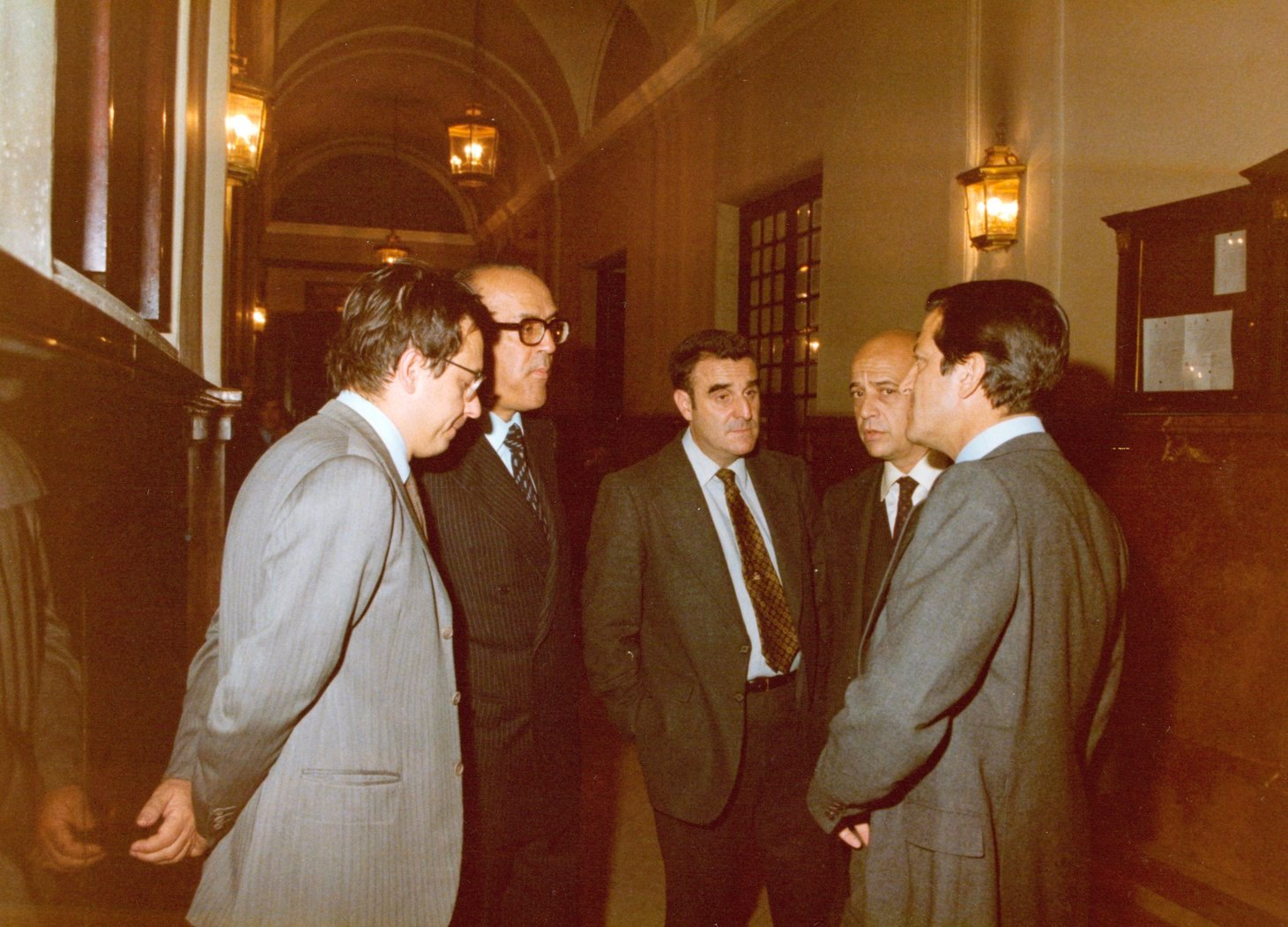
En una conversación junto con Adolfo Suárez, Miguel Herrero de Miñón, Leopoldo Calvo-Sotelo y Francisco Fernández Ordóñez.

Comenzó a trabajar asumiendo cargos de responsabilidad en empresas vizcaínas del sector siderúrgico, naval e industrial. En 1959 fue uno de los fundadores de Ediciones Deusto, especializada en material para la formación de directivos. Y en los años 1960 fue contratado por el Banco de Bilbao como secretario de promoción. Sus cada vez mayores responsabilidades le hicieron trasladarse en 1965 a Madrid, donde fijó su residencia. Allí comenzó a interesarse por la política, participando en proyectos por el restablecimiento de la democracia en España.
En 1976 impulsó la creación de la Federación Empresarial Segoviana. Un año más tarde, en 1977, participó en la fundación de la patronal CEPYME (Confederación Española de la Pequeña y Mediana Empresa), de la que fue presidente durante un año. También fue promotor de la Confederación Empresarial Española, más tarde integrada en la Confederación Española de Organizaciones Empresariales (CEOE).
Su carrera política estuvo ligada a la Unión de Centro Democrático (UCD), a la que se afilió en 1977. El presidente del gobierno, Adolfo Suárez, le ofreció incorporarse al Instituto Nacional de Industria. El 24 de febrero de 1978 fue nombrado Ministro de Industria y Energía en sustitución de Alberto Oliart. En las elecciones generales de 1979 obtuvo un escaño en las Cortes Generales por la circunscripción de Vizcaya, y el 5 de abril de 1979 asumió la cartera del Ministerio de Defensa. Bajo su mandato tuvo lugar el fallido golpe de Estado del 23 de febrero de 1981.
Sahagún dejó el gobierno durante la presidencia de Leopoldo Calvo-Sotelo y fue líder de UCD desde febrero hasta noviembre de 1981, cuando dejó el cargo para acompañar a Adolfo Suárez en la creación de Centro Democrático y Social (CDS). Aunque el CDS solo sacó dos diputados en las elecciones de 1982, Sahagún logró uno de ellos como cabeza de lista por la circunscripción de Ávila. Consiguió revalidarlo en 1986 y durante un año fue portavoz parlamentario.

### Alcalde de Madrid
Rodríguez Sahagún fue cabeza de lista del CDS en las elecciones municipales de 1987 en Madrid. Su candidatura fue la tercera más votada, por detrás de Partido Socialista Obrero Español (PSOE) y Alianza Popular (AP). En la votación de investidura del alcalde el 30 de junio de 1987 recibió 8 votos, por 24 de Juan Barranco (PSOE) y 20 de José María Álvarez del Manzano (AP). Así, durante dos años, el regidor fue el socialista Juan Barranco. Tras una moción de censura fallida contra Barranco en 1988, Alianza Popular y CDS sacaron adelante, tras unas duras negociaciones, una nueva moción de censura. En ese contexto se habían producido anteriormente movimientos en los grupos municipales, como la incorporación al grupo centrista de Ramón Tamames (proveniente de Izquierda Unida) o la marcha de los concejales de CDS Javier Soto y Manuel Martínez Parrondo a las filas socialistas. Fruto del acuerdo para la moción de censura, Sahagún fue finalmente investido alcalde de la capital española el 29 de junio de 1989.
La primera medida de su mandato fue aumentar el número de policías municipales, tanto en labores de movilidad como en seguridad ciudadana, y la creación de un plan de viviendas de protección oficial. Otra decisión importante fue imponer a las constructoras un sistema de «tres turnos» en las obras públicas que redujo los tiempos de construcción. Para mejorar el tráfico impulsó la creación de cuatro grandes pasos subterráneos, siendo el más importante el de plaza de Castilla. Intentó sin éxito que Fomento no ampliara el Aeropuerto de Barajas y dirigiese sus esfuerzos hacia un segundo aeródromo. Y por último aprobó la construcción del Parque Juan Carlos I, con 160 hectáreas de extensión en el nordeste de la ciudad, que fue inaugurado en 1992.
Sahagún también se involucró personalmente en el desarrollo del programa de la Capitalidad Europea de la Cultura en 1992.
Durante su mandato Sahagún fue criticado por el hecho de ser alcalde con solo 8 concejales, gracias al apoyo de Alianza Popular para expulsar a los socialistas. Pese a todo, cuando Sahagún anunció en abril de 1991 que no postularía a la reelección por motivos personales, se valoró su labor en materias como la lucha contra la droga y la rigurosidad en los plazos de cumplimiento de las obras públicas. Fue reemplazado en el cargo por José María Álvarez del Manzano, del Partido Popular, quien, tras las elecciones municipales de mayo de 1991, tomó posesión del cargo de alcalde en la sesión constitutiva de la nueva corporación municipal celebrada el 5 de julio de 1991.

### Fallecimiento
Después de permanecer unos meses retirado de la vida pública, Sahagún viajó a París para someterse a una operación cardiovascular en el hospital Broussais el 25 de septiembre. Dos semanas después falleció en la capital francesa, el 13 de octubre de 1991, al no poder superar la fase postoperatoria, concretamente «complicaciones importantes de tipo tromboembólico, acompañada de una insuficiencia renal». Tenía 59 años.
En sus últimos días estuvo acompañado por su familia más cercana. Estaba casado desde 1957 con Rosa María Martínez Guisasola, con la que tuvo seis hijos.

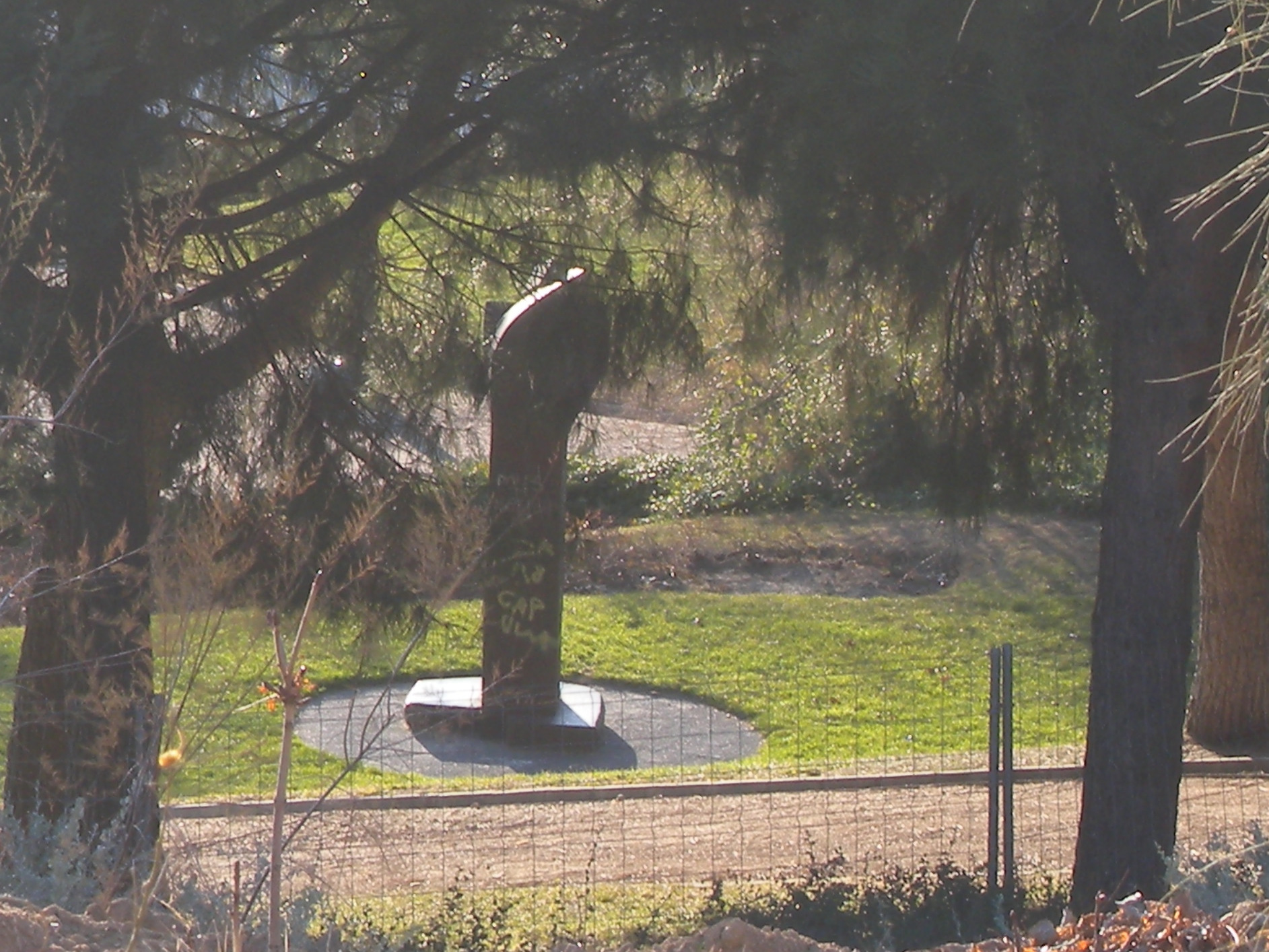
Estela funeraria dedicada a Rodríguez Sahagún obra de Eduardo Chillida, localizada en el madrileño parque de Agustín Rodríguez Sahagún.

Aunque se sabía que Sahagún tenía problemas coronarios desde hacía varios meses, la noticia de su muerte resultó inesperada y conmocionó a la clase política española. El presidente del Gobierno, Felipe González, expresó sus condolencias en nombre del ejecutivo y a nivel personal. Por otra parte el expresidente Adolfo Suárez, su compañero de partido en UCD y CDS, lamentó «la pérdida del mejor amigo y compañero que he tenido». El alcalde de Madrid, José María Álvarez del Manzano, y el presidente de la Comunidad de Madrid, Joaquín Leguina, también se sumaron a las condolencias.
En su honor, se organizó un funeral público el 21 de octubre de 1991 al que asistieron más de 2000 personas. El Ayuntamiento de Madrid le entregó a título póstumo la Medalla de Honor de la Villa.
El 18 de enero de 1995 se inauguró en el distrito de Tetuán un monumento del escultor Eduardo Chillida para honrar la memoria de Sahagún, en el parque que también lleva su nombre.

## Distinciones
- Gran Cruz de la Orden del Mérito Naval, con distintivo blanco (1981)[21]
- Gran Cruz de la Real y Muy Distinguida Orden de Carlos III (1981)[22]
- Medalla de Honor de Madrid (1991; reconocimiento póstumo)[19]
- Gran Cruz de la Orden del Mérito Naval, con distintivo blanco (1991; reconocimiento póstumo)[23]
- Orden del Mérito Constitucional (1991; reconocimiento póstumo)[24][25]